# Łeonid Stupnycki
Łeonid Stupnycki, ukr. Леоні́д Ступни́цький, pol. Leonid Stupnicki, ps. Honczarenko (ur. 1892 w Romaniwce na Żytomierszczyźnie, zm. 30 lipca 1944 w Dermaniu koło Ostroga) – ukraiński działacz niepodległościowy, generał-chorąży UPA (pośmiertnie). Kolaborował z Niemcami w czasie okupacji w II wojnie światowej.

## Życiorys
Ukończył gimnazjum w Skwirze, a następnie fakultet agronomiczny Uniwersytetu Kijowskiego.
W okresie I wojny światowej powołany do armii rosyjskiej, dowodził oddziałem konnym, w stopniu rotmistrza.
W armii ukraińskiej od 1918, w 1920 był dowódcą pułku w dywizji wołyńskiej. Uczestniczył w drugim pochodzie zimowym armii URL, w listopadzie 1921 był dowódcą oddziału konnego w randze pułkownika w powstańczym oddziale Jurko Tjutjunnyka, odznaczył się w walkach o Korosteń.
W okresie międzywojennym przebywał w Polsce, gdzie pracował jako agronom na Wołyniu.
W 1940 został aresztowany przez NKWD i skazany na 5 lat więzienia. W czerwcu 1941 r. po niemieckiej agresji na ZSRR znalazł się na wolności.
W 1941 był dowódcą szkoły policji ukraińskiej w Równem i szefem sztabu Siczy Poleskiej. Jednocześnie kierował wydziałem opieki społecznej w administracji miejskiej.
W marcu 1943 przeszedł do UPA, gdzie w maju został szefem sztabu Okręgu Wojskowego „Zahrawa” grupy UPA-Północ, a następnie szefem sztabu grupy UPA-Północ.  Był organizatorem szkół oficerskich i podoficerskich w UPA. Zginął w walce z pododdziałem . NKWD pod Dermaniem.
Kolaborant hitlerowski. Pośmiertnie mianowany generałem-chorążym przez UHWR.